# Felipe Pascucci
Filippo Pascucci, connu en Argentine comme Felipe Pascucci (né à Gênes en Italie le 24 juin 1907 et mort le 18 décembre 1966), est un joueur et entraîneur de football italien de l'entre-deux-guerres.

## Biographie
Felipe Pascucci est l'entraîneur du club argentin du River Plate durant une courte période en 1933. Il est ensuite nommé sélectionneur de l'équipe d'Argentine de football pour participer à la coupe du monde 1934. Durant la compétition, les Argentins ne passent par le 1er tour.